# Bitwa pod Czortkowem

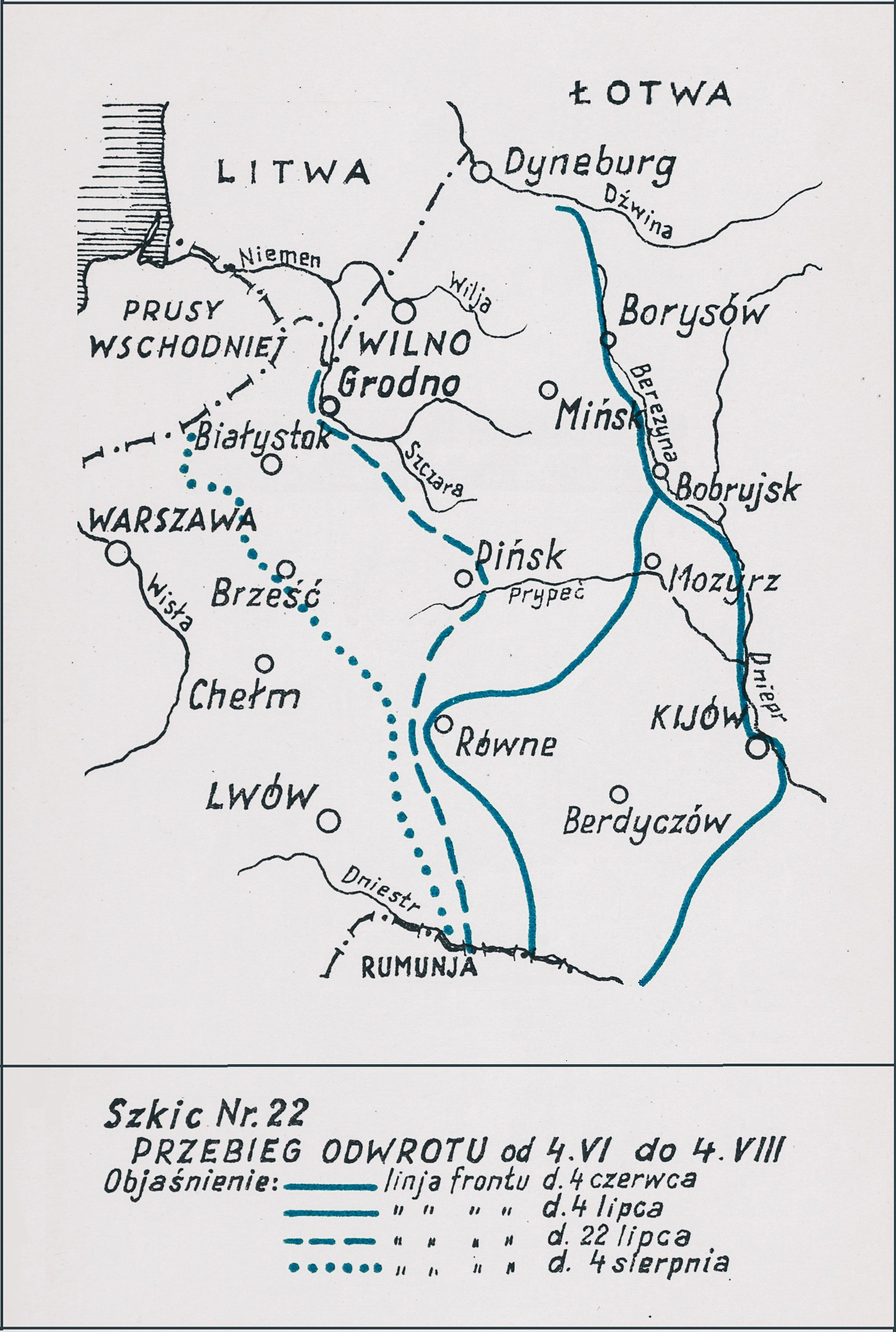
Adam Przybylski
Wojna polska 1918–1921

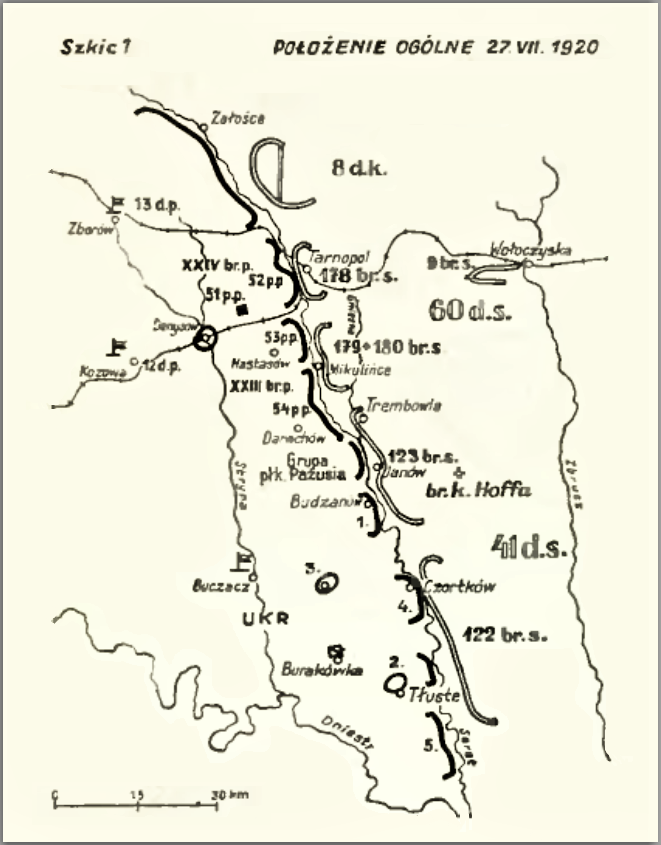
Otton Laskowski (red.)
Encyklopedja wojskowa, T. 7

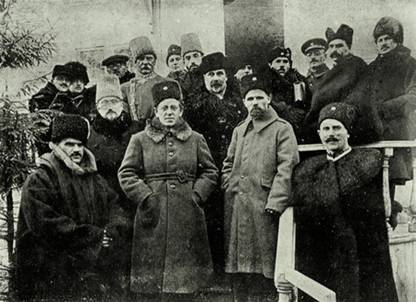
Symon Petlura i Mychajło Omelianowycz-Pawlenko; 1920

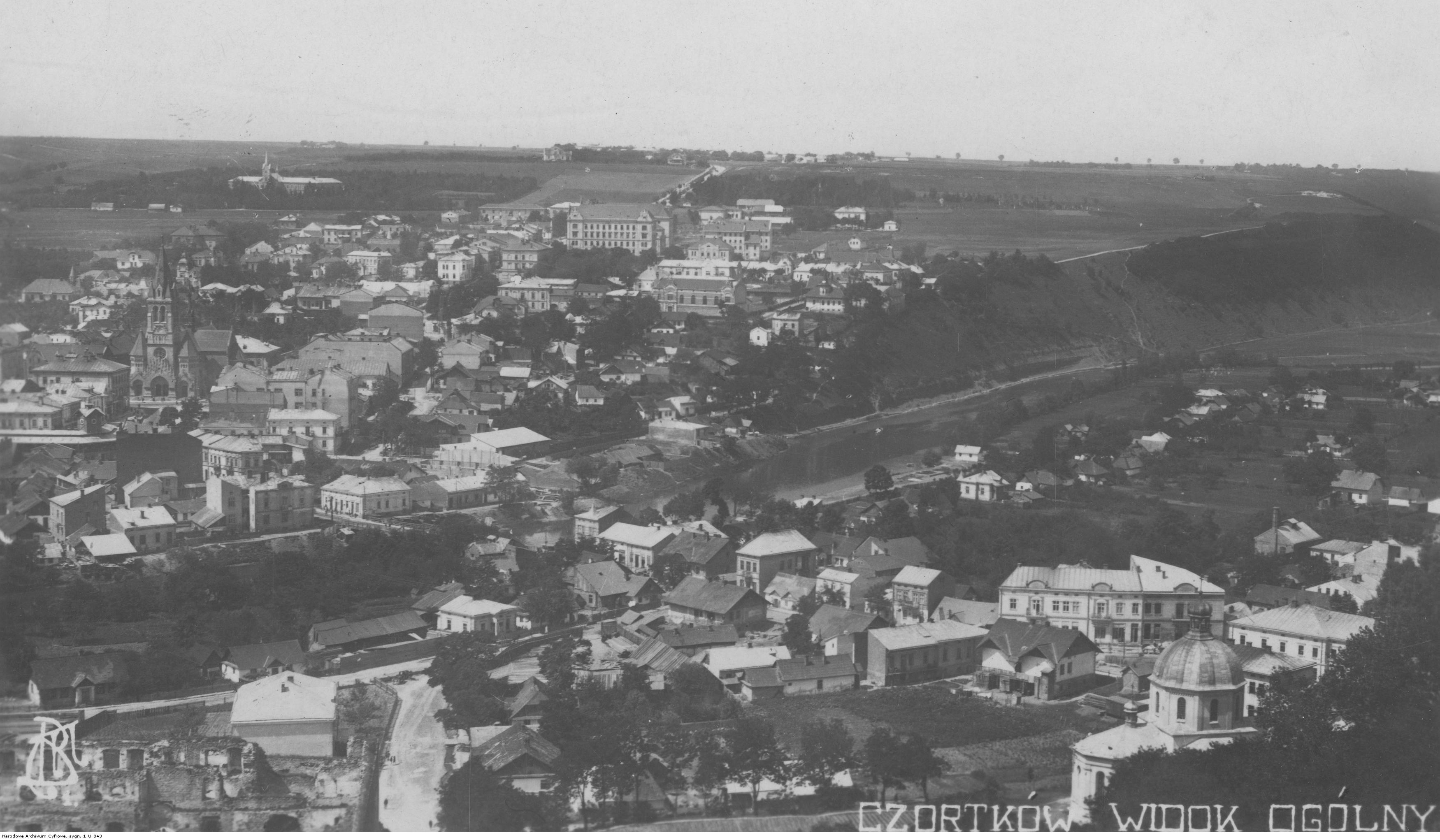
Czortków - panorama. Widoczny kościół, cerkiew greckokatolicka, rzeka Seret i wysoka skarpa nadbrzeżna.

Bitwa pod Czortkowem – walki wojsk Ukraińskiej Republiki Ludowej gen. Omelianowicza-Pawlenki z sowiecką 41 Dywizją Strzelców komdywa Żana Zonberga w okresie ofensywy Frontu Południowo-Zachodniego w czasie wojny polsko-bolszewickiej.

## Geneza
26 maja na Ukrainie wojska sowieckiego Frontu Południowo-Zachodniego przeszły do ofensywy, a już 5 czerwca trzy dywizje sowieckiej 1 Armii Konnej Siemiona Budionnego przełamały trwale polski front pod Samhorodkiem na odcinku obrony grupy gen. Jana Sawickiego. W ostatnich dniach czerwca poszczególne związki operacyjne Frontu Ukraińskiego, dowodzonego już przez gen. Edwarda Rydza-Śmigłego, ugrupowane były w następujący sposób: Armia Ukraińska gen. Omelianowicza-Pawlenki skupiona była nad Dniestrem, w kierunku granicy z Rumunią, 6 Armia gen. Wacława Iwaszkiewicza-Rudoszańskiego zajmowała odcinek frontu Dniestr–Chmielnik–Lubar, nowo sformowana 2 Armia gen. Kazimierza Raszewskiego znajdowała się na linii rzek Słucz i Horyń, a 3 Armia gen. Edwarda Rydza-Śmigłego rozlokowana była nad Uborcią.
27 czerwca 1 Armia Konna przełamała polską obronę na Słuczy na południe od Zwiahla, na odcinku bronionym przez I Brygadę Piechoty (rez.). Kawaleria Budionnego wdarła się w lukę między lewym skrzydłem 6 Armii, a grupą gen. Leona Berbeckiego z 2 Armii. 29 czerwca dowództwo polskiego Frontu Ukraińskiego przygotowało plan uderzenia na sowiecką 1 Armię Konną. Polski plan pobicia 1 Armii Konnej pod Korcem nie powiódł się i 2 lipca strona polska zaniechała działań ofensywnych w tym rejonie. 3 lipca 1 Armia Konna sforsowała Horyń i rozpoczęła się kilkudniowa bitwa pod Równem, zakończona porażką 2 Armii gen. Kazimierza Raszewskiego. Nie zdołano rozbić 1 Armii Konnej ani zadać takich strat, które wyraźnie obniżyłyby jej wartość bojową.
Wobec niepomyślnego przebiegu walk 2 Armii, dowódca Frontu Ukraińskiego gen. Edward Rydz-Śmigły wydał 5 lipca rozkaz, w którym nakazywał 6 Armii (12, 13, 18 DP) i podlegającym jej sprzymierzonym oddziałom ukraińskim wycofanie się na linię Zbrucza.
Od 11 lipca 12 Dywizja Piechoty toczyła zacięte walki pod Wołoczyskami. Jej porażka i utrata przyczółka uniemożliwiła utrzymanie frontu na Zbruczu i zmusiła oddziały 6 Armii do wycofania się nad Seret.

## Walczące wojska
| Jednostka              | Dowódca                    | Podporządkowanie |
| Wojska sprzymierzone   |                            |                  |
| dowództwo 6 Armii      | gen. Wacław Iwaszkiewicz   | Front Płd. Wsch. |
| ⇒ Armia URL            | gen. Mychaiło Pawlenko     | 6 Armia          |
| → 1 Dywizja Strzelców  | gen. A. Hułyj-Hułenko      | Armia URL        |
| → 2 Dywizja Strzelców  |                            | Armia URL        |
| → 3 Dywizja Strzelców  | gen. Ołeksandr Udowyczenko | Armia URL        |
| → 4 Dywizja Strzelców  |                            | Armia URL        |
| → 5 Dywizja Strzelców  | gen. Andrij Dołud          | Armia URL        |
| → Dywizja Kawalerii    |                            | Armia URL        |
| Armia Czerwona         |                            |                  |
| dowództwo 14 Armii     | Michaił Mołkoczanow        | Front Płd. Zach. |
| ⇒ 41 Dywizja Strzelców | komdyw Żan Zonberg         | 14 Armia         |

## Walki pod Czortkowem
27 lipca  sprzymierzona z Polską Armia Ukraińskiej Republiki Ludowej gen. Mychajła Omelianowicza-Pawlenki obsadziła pozycje obronne nad Seretem, na odcinku od jego ujścia do Czortkowa. Dowódca ukraińskiej armii zamierzał na tej rubieży ostatecznie załamać natarcie sowieckich wojsk. Ocenił, że sowiecka 14 Armia Michaiła Mołkoczanowa uderzy bezpośrednio na jego 5 Chersońską Dywizję Strzelców. Ta miała wiązać walką 14 Armię od czoła, a skoncentrowane w rejonie Toustego oddziały 2 Wołyńskiej Dywizji Strzelców i samodzielnej Dywizji Kawalerii miały uderzyć na jej skrzydło i rozbić je.
Sowieckie rozpoznanie wykryło lukę pomiędzy ukraińskimi 4 Kijowską Dywizją Strzelców i 5 Dywizją, a dowódca sowieckiej 41 Dywizji Strzelców komdyw. Żan Zonberg wprowadził w nią 122 Brygadę Strzelców. Ta sforsowała Seret i wyparła z Czortkowa oddziały ukraińskiej 4 Kijowskiej Dywizji Strzelców. W tym czasie ukraińska 2 Dywizja Strzelców i samodzielna Dywizja Kawalerii stały w odległości kilkudziesięciu km od Czortkowa i nie mogły przyjść z pomocą walczącym w Czortkowie wojskom. Po ciężkich walkach, 29 lipca Ukraińcy wyparli 122 Brygadę Strzelców za Seret, ale Czortkowa odzyskać nie zdołali. W kolejnych dniach Ukraińcy bezskutecznie próbowali zdobyć miasto.
Początkowo ugrupowana obronnie, sowiecka 41 Dywizja Strzelców 2 sierpnia zdecydowała się na natarcie. Uderzenie wykonały dwa pułki strzelców (w tym 364 ps) i dwa kawalerii (115 i 116 pk). Oddziały te przerwały front ukraiński i po południu dotarły pod Buczacz, zagrażając bezpośrednio kwaterującemu tutaj sztabowi Armii URL. Przemęczenie i postępująca demoralizację w szeregach ukraińskich spowodowały, że nie zdołano uporządkować obrony. Sztab armii musiał pośpiesznie wycofać się z Buczacza. Interweniował dowódca 6 Armii, a polska 12 Dywizja Piechoty, przy wsparciu trzech kompanii czołgów, uderzyła na nieprzyjaciela, stopniowo spychając go za Seret. Sowiecka 41 Dywizja Strzelców przerwała natarcie i częścią sił wsparła sąsiednią dywizję, cofającą się pod naporem 12 DP.
Dopiero 17 września oddziały grupy gen. Ołeksandra Udowyczenki w składzie 3, 4 i 5 Dywizja Strzelców zdobyły Czortków.